# BR-290
La BR-290 (nombre oficial: Rodovia Osvaldo Aranha) es una carretera federal brasileña que comienza en la ciudad de Osório y recorre el estado de Rio Grande do Sul hasta Uruguaiana, en la frontera con Argentina. Cuenta con un tramo de autovía, el cual se extiende desde Osório hasta Porto Alegre, capital del estado. Este tramo, de tráfico intenso, cuenta con dos peajes (en Gravataí y Santo Antônio da Patrulha) y tres carriles en cada sentido.
Entre la zona norte de Porto Alegre y el municipio de Guaíba se superpone con la BR-116. En sentido oeste-este la carretera pasa por las ciudades de Pantano Grande, São Gabriel, Rosário do Sul, Alegrete hasta llegar a Uruguaiana, donde tiene conexión por medio del Puente Agustín P. Justo - Getúlio Vargas a las carreteras RN117 y RN14 de Argentina.

## Duplicación
La Freeway, un tramo de 96,6 km que conecta Porto Alegre con Osório, se inauguró en la mañana del 26 de septiembre de 1973, como una alternativa a RS-030 para la costa, ahora conocida como Estrada Velha. El apodo se dio en referencia a las autopistas de California. Fue la primera autopista brasileña, con un límite de 120 km/h en el momento de la apertura de sus carriles dobles, separados por un amplio espacio entre las pistas. Posteriormente, el gobierno federal redujo el límite de velocidad de la autopista a 80 km/h, debido a la crisis del petróleo en la década de 1970, para ahorrar combustible. Hoy, el límite es de 110 km/h. Freeway también recibió una tercera pista en ambas direcciones, después de un tiempo. Entre 2031 y 2033, Freeway debe ganar su 4.º carril en cada dirección.
Las obras de duplicación de 115,7 kilómetros de la carretera, entre Eldorado do Sul y Pantano Grande, comenzaron en 2015. Sin embargo, en 2019, el porcentaje de finalización de la obra fue solo del 15%. Debido a la crisis económica, Brasil pasa, DNIT está priorizando otras obras, como la duplicación de la BR 116 y el puente Guaíba. El costo del trabajo es de alrededor de R$ 700 millones.

## Recorrido
Conecta, entre otras, a las siguientes ciudades:
- Osório
- Santo Antônio da Patrulha
- Gravataí
- Porto Alegre
- Eldorado do Sul
- Pantano Grande
- São Gabriel
- Rosário do Sul
- Alegrete
- Uruguaiana

## Peajes
Existen dos tramos de la BR-290 que fueron concesionados a empresas privadas: 112 kilómetros entre Osório y Eldorado do Sul y 205 kilómetros entre Eldorado do Sul y el cruce con la BR-153. El tramo entre Eldorado y el cruce con la 153 no está más concesionado. La empresa concesionaria del tramo entre Osorio y Eldorado do Sul es CCR ViaSul. Existen cabinas de peajes en las siguientes localidades:
- km 19: Santo Antônio da Patrulha (CCR ViaSul)
- km 77,8: Gravataí (CCR ViaSul)
- km 129,5: Eldorado do Sul (desactivado)
- km 224,3: Pantano Grande (desactivado)

En febrero de 2020 serán modificadas en su ubicación.

## Autovía
Existe un tramo de 112 kilómetros de autovía conocido como freeway. El mismo se inicia en el cruce de la carretera con la BR-101, en el municipio de Osório, y continua hasta la ciudad de Porto Alegre. Posee tres carriles en cada sentido y presenta tráfico intenso, principalmente en los meses de verano, ya que esta carretera comunica a la capital estadual con las playas de Rio Grande do Sul y de Santa Catarina. Existen dos puestos de peaje: uno en Gravataí y el otro en Santo Antônio da Patrulha, este último es cobrado sólo a los vehículos que van en sentido a las playas.

## Galería

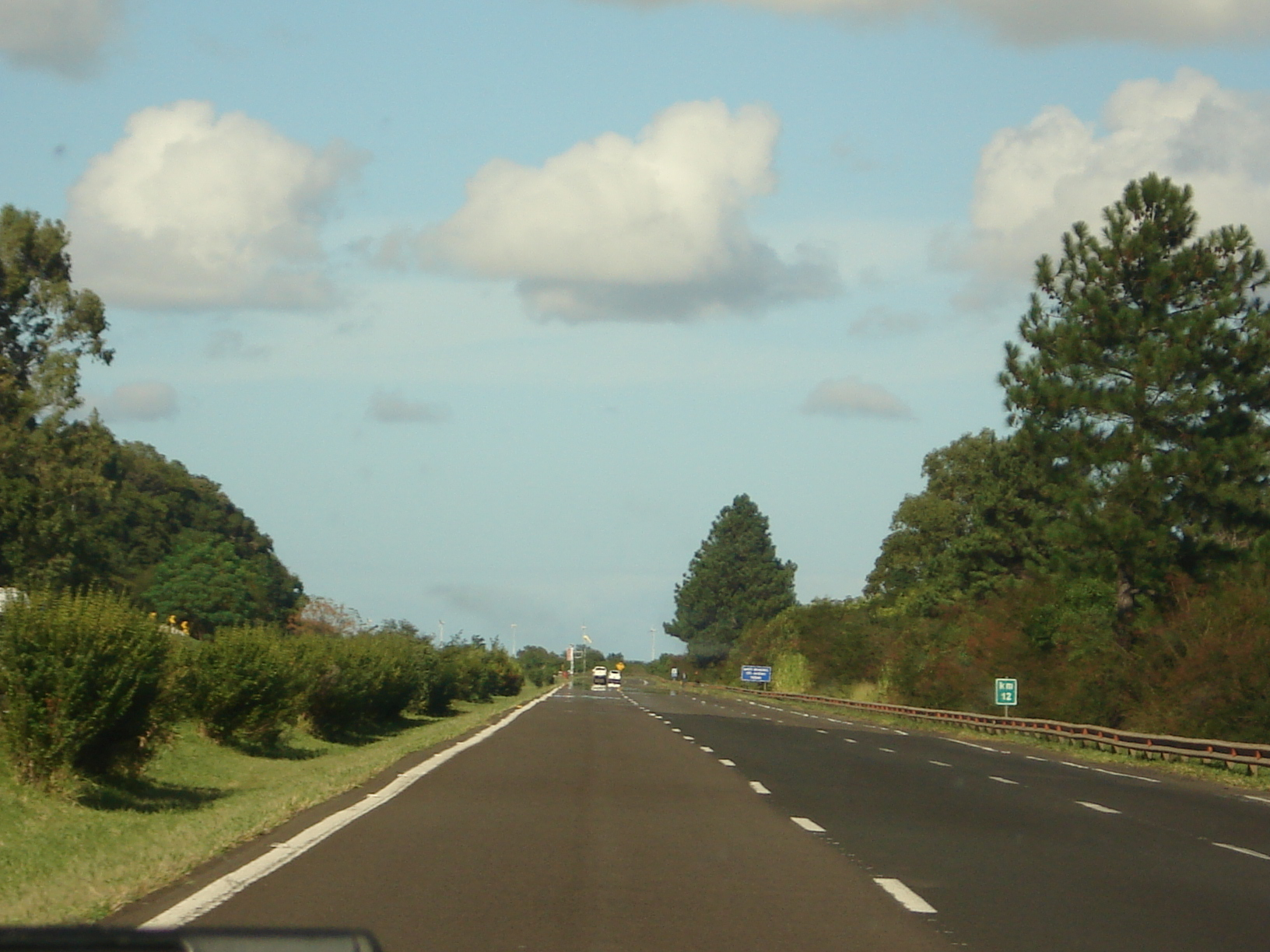
BR-290 en Osório, Rio Grande do Sul
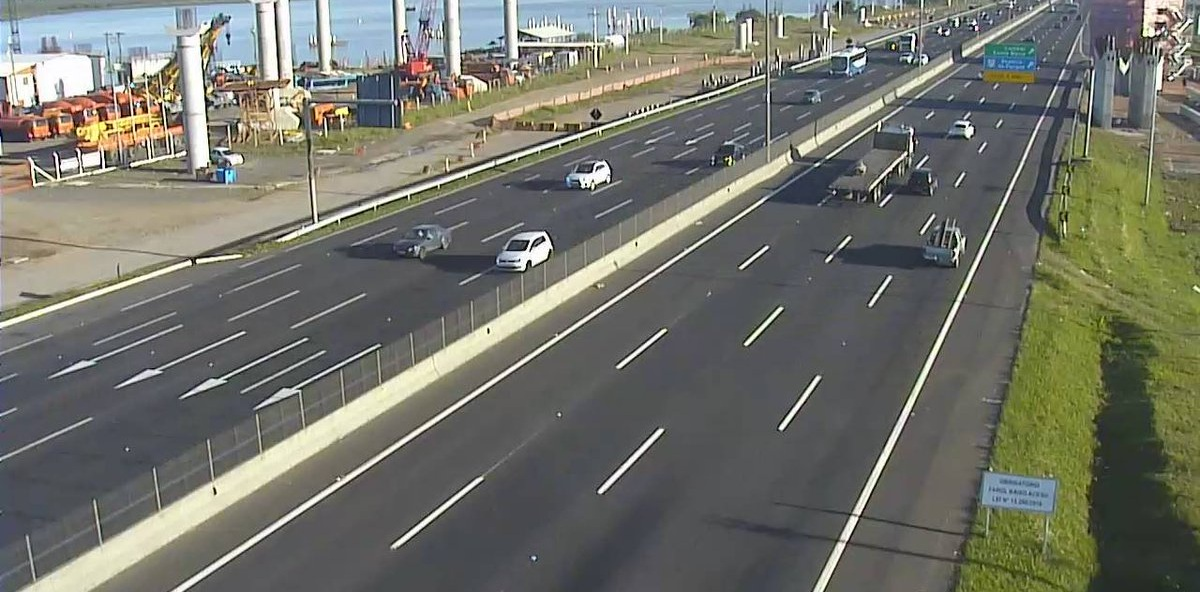
BR-290 cerca de Porto Alegre, Rio Grande do Sul
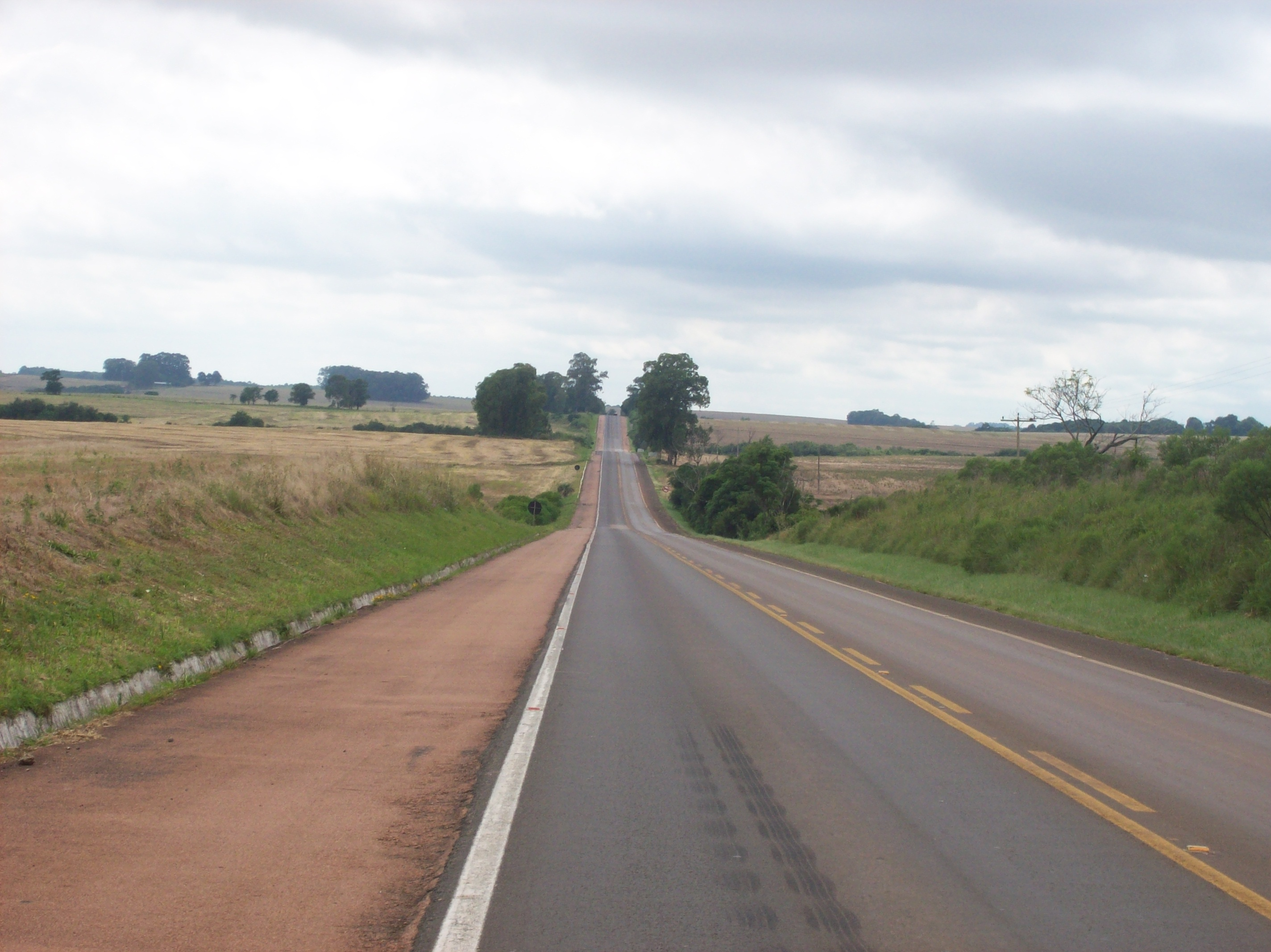
BR-290 en Cachoeira do Sul, Rio Grande do Sul